# Некрасово (Озерський міський округ)
Некрасово (рос. Некрасово) — селище Озерського міського округу, Калінінградської області Росії. Входить до складу Новостроєвського сільського поселення.
Населення —  76 осіб (2015 рік). 

## Населення
| 2002 | 2010 |
| ---- | ---- |
| 99   | ↘76  |